# Estación de Torredonjimeno
Torredonjimeno fue una estación de ferrocarril situada el municipio español de Torredonjimeno, en la provincia de Jaén, perteneciente a la desaparecida línea Linares-Puente Genil. En la actualidad solo se conserva una parte de las instalaciones originales.

## Historia
La estación, perteneciente a la línea Linares-Puente Genil, fue construida por la Compañía de los Ferrocarriles Andaluces y puesta en servicio —junto al resto de la línea férrea— en 1893. Las instalaciones ferroviarias contaban con un edificio de viajeros de líneas sencillas, un muelle de carga para las mercancías, aguada y una playa de vías. Con los años en torno a la estación se fue formando un núcleo de población que para 1930 tenía un censo de 12 habitantes.
En 1941, con la nacionalización de los ferrocarriles de ancho ibérico, las instalaciones pasaron a manos de RENFE. Entre 1945 y 1954 el Sindicato Nacional del Olivo construyó junto a la estación de Torredonjimeno un almacén regulador de aceite, con una capacidad de 5000 toneladas. Para ello, se habilitó una vía de apartadero que permitiera el enlace ferroviario.
La línea se mantuvo operativa hasta su clausura en octubre de 1984, siendo desmantelada algún tiempo después y levantadas las vías. El antiguo complejo ferroviario ha sido rehabilitado e integrado en el espacio de la Vía verde del Aceite. 